# Лејкланд Вилиџ (Калифорнија)
Лејкланд Вилиџ (енгл. Lakeland Village) насељено је место без административног статуса у америчкој савезној држави Калифорнија.

## Демографија
По попису из 2010. године број становника је 11.541, што је 5.915 (105,1%) становника више него 2000. године.
| Група             | 2000.         | 2010.         |
| Белци             | 3.560 (63,3%) | 5.662 (49,1%) |
| Афроамериканци    | 100 (1,8%)    | 285 (2,5%)    |
| Азијати           | 55 (1,0%)     | 168 (1,5%)    |
| Хиспаноамериканци | 1.743 (31,0%) | 5.114 (44,3%) |
| Укупно            | 5.626         | 11.541        |